# Parque de los Estados
Parque de los Estados – stacja metra w Madrycie, na linii 12. Znajduje się w Fuenlabrada i zlokalizowana jest pomiędzy stacjami Fuenlabrada Central i Arroyo Culebro. Została otwarta 11 kwietnia 2003 roku.